# قطار سریع‌السیر قطبی
قطار سریع‌السیر قطبی (انگلیسی: The Polar Express) یک پویانمایی رایانه‌ای فانتزی به کارگردانی رابرت زمکیس است که در سال ۲۰۰۴ منتشر شد.

## بازیگران
- تام هنکس - هیرو بوی، پدر هیرو بوی، هوبو، بابا نوئل، راوی داستان
- داریل سابارا - هیرو بوی
- جاش هاچرسون - هیرو بوی
- نونا گی - هیرو گرل
- پیتر اسکولاری - بیلی (لونلی بوی)
- ادی دیزن - پسرک همه‌چیزدان
- چارلز فلیشر - اِلف جنرال
- استیون تایلر - اِلف سینگر و اِلف لوتنت
- مایکل جیتر - اسموکی، استیمر
- جیمی بنت - بیلی (لونلی بوی)
- تیناشـِی - هیرو گرل